# Maestro Hilario

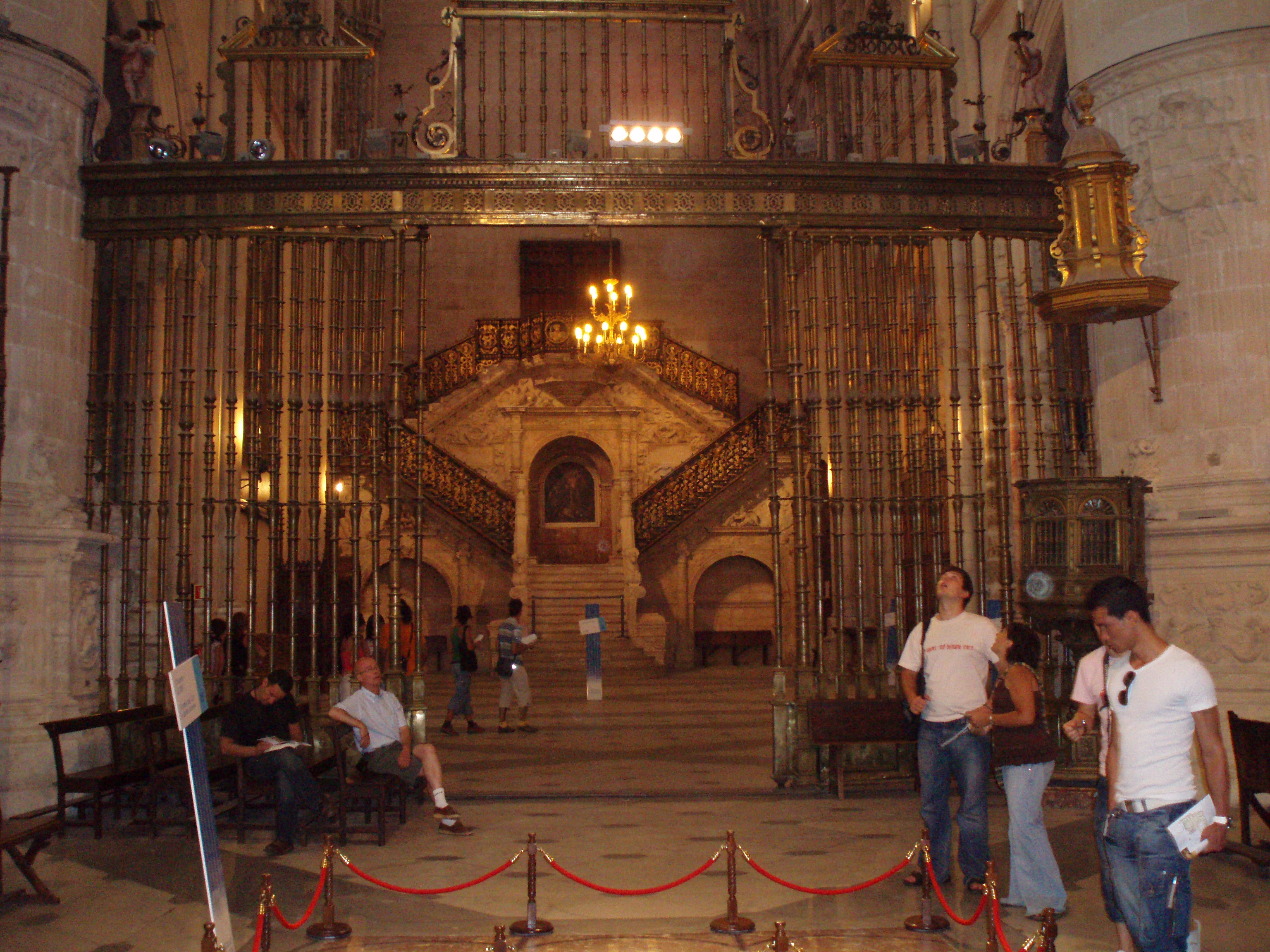
Escalera dorada de la catedral de Burgos, de cuyo antepecho es autor el maestro Hilario.

El maestro Hilario, también conocido como Hilario Francés, fue un rejero francés activo en Castilla en la primera mitad del siglo XVI. Es posible que fuese el maestro de Cristóbal de Andino, uno de los mayores exponentes de la rejería renacentista española.
Se desconoce la fecha en la que llegó a España, pero empieza a ser documentado en 1510 siendo ya un profesional de prestigio. Sus primeros trabajos fueron en la Universidad de Salamanca, donde reparó el reloj y trató de hacer una reja, que no se sabe si llegó a ejecutar. Entre 1519 y 1523 realizó los antepechos de la escalera dorada de la Coronería de la catedral de Burgos, con diseño de Diego de Siloé. En 1520 cobró 2.000 ducados por una reja que había hecho también para la catedral burgalesa por encargo de Juan Rodríguez de Fonseca, por entonces obispo de Burgos.
También participó en la traza de la reja de la capilla Real de Granada, y trazó en 1528 la reja de la capilla mayor de la Catedral de Coria.